# Einsatzkommando Ägypten

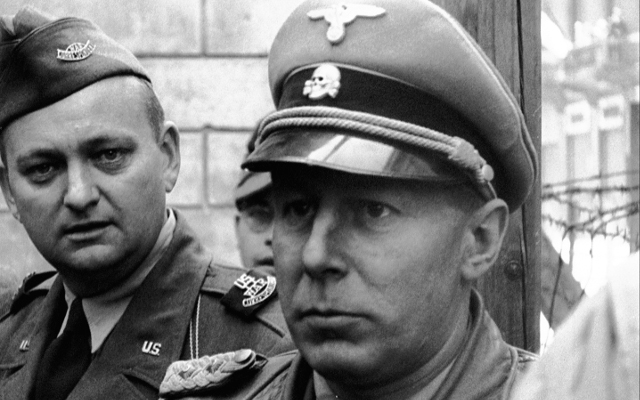
Walther Rauff, 1945

Das Einsatzkommando Ägypten war eine Sondereinheit der SS. Laut den Historikern Klaus-Michael Mallmann und Martin Cüppers ging es darum, den Massenmord an Juden im britischen Mandatsgebiet Palästina durchzuführen analog zum Vorgehen der Einsatzgruppen wie in Osteuropa. Das Einsatzkommando Ägypten befand sich im Sommer 1942 in Athen in Bereitschaft. Von hier aus sollte sie zum Einsatz nach Palästina verlegt werden, um sich dem Deutschen Afrikakorps (DAK) unter der Führung des Generals Erwin Rommel anzuschließen. Die Einsatzgruppe im Nahen Osten sollte vom SS-Obersturmbannführer Walther Rauff angeführt werden. Die nationalsozialistischen Pläne zur Vernichtung der orientalischen Juden insbesondere in Palästina konnten jedoch nicht umgesetzt werden, da der Vorstoß nach Ägypten und Palästina nach der Niederlage der Achsenmächte in der zweiten Schlacht von El Alamein in weite Ferne rückte.